# 韦塞林·彼得罗维奇
韦塞林·彼得罗维奇（1977年7月1日—），塞尔维亚男子篮球运动员，场上位置是小前锋。他曾代表南联盟参加2001年欧洲篮球锦标赛，结果队伍获得冠军。